# Acantharachne
Acantharachne es un género de arañas araneomorfas de la familia Araneidae. Se encuentra en África subsahariana.

## Lista de especies
Según The World Spider Catalog 12.0:
- Acantharachne cornuta Tullgren, 1910
- Acantharachne giltayi Lessert, 1938
- Acantharachne lesserti Giltay, 1930
- Acantharachne madecassa Emerit, 2000
- Acantharachne milloti Emerit, 2000
- Acantharachne psyche Strand, 1913
- Acantharachne regalis Hirst, 1925
- Acantharachne seydeli Giltay, 1935